# Quai de Valmy
Pour les articles homonymes, voir Valmy.
Le quai de Valmy est situé le long du canal Saint-Martin, à Paris, dans le 10e arrondissement.

## Situation et accès
Au XXIe siècle, le quai d'une longueur de 1 720 mètres fait partie du 10e arrondissement, quartiers Porte-Saint-Martin et Hôpital-Saint-Louis. La rue débute au no 27, rue du Faubourg-du-Temple et se termine au no 230, rue La Fayette.

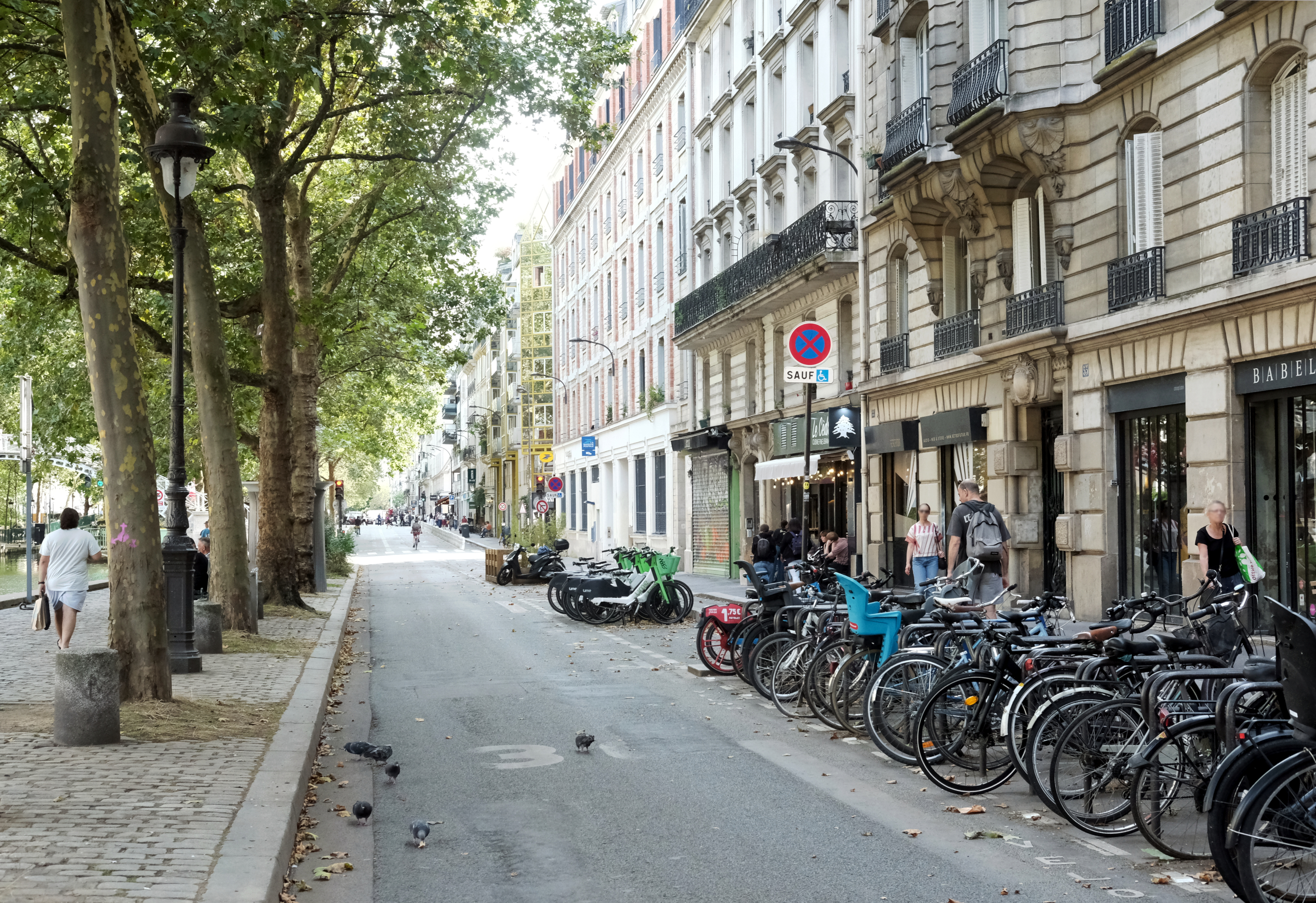
Le quai de Valmy en août 2024.
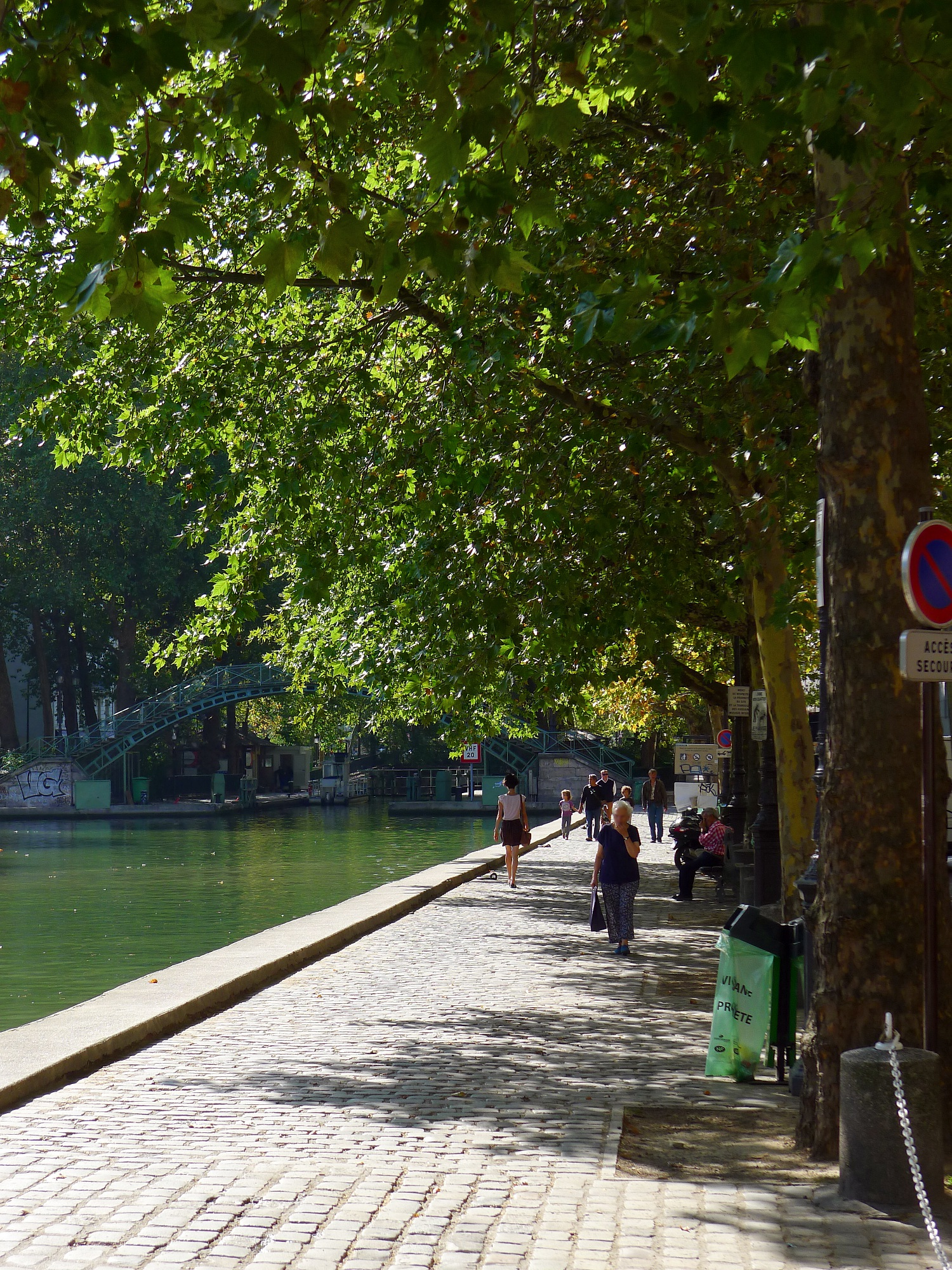
Le long du canal Saint-Martin.
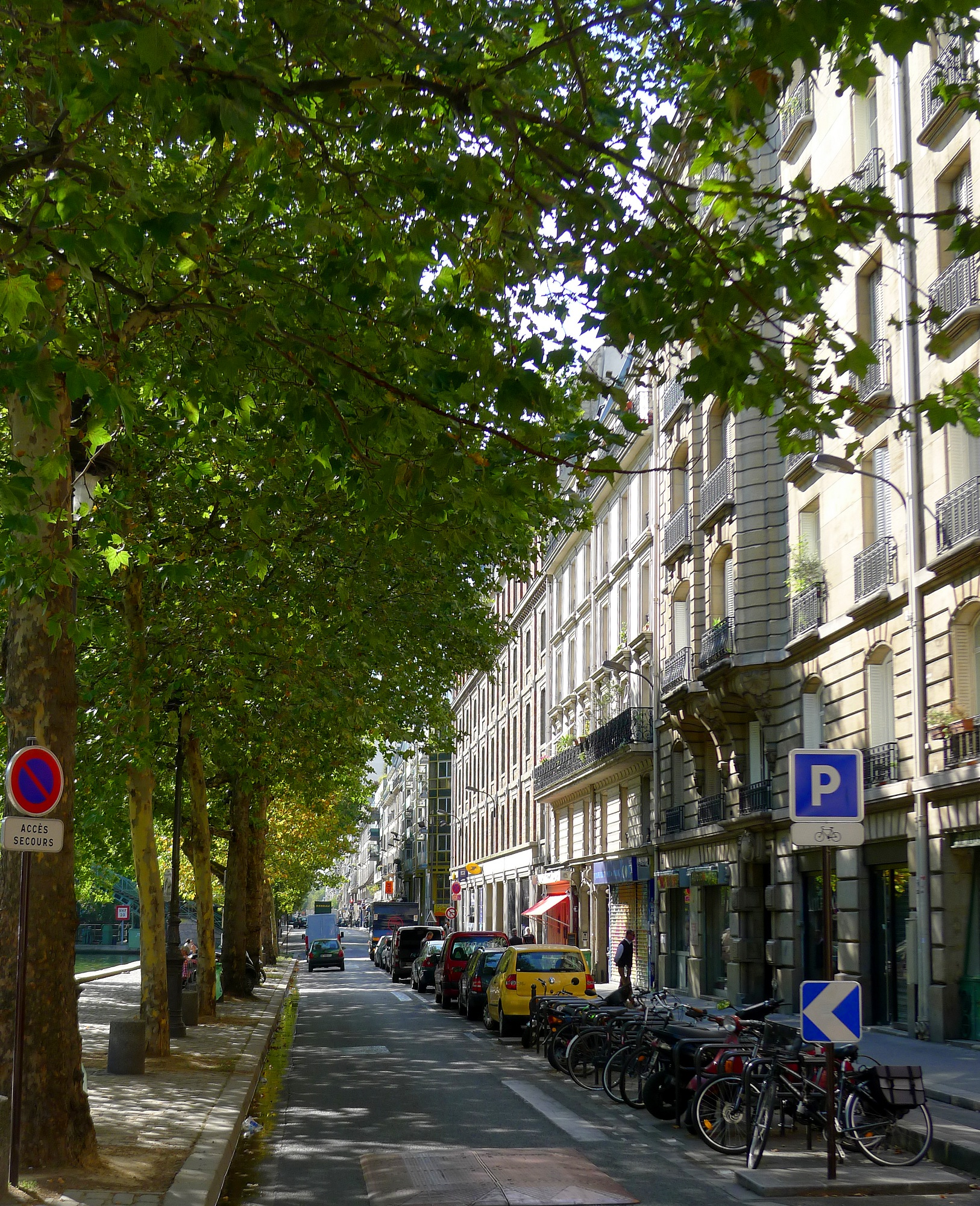
Le long des immeubles.

## Origine du nom
Le nom rend hommage à la bataille de Valmy, le 20 septembre 1792, où les généraux Kellermann et Dumouriez battirent les Prussiens commandés par le duc de Brunswick.

## Historique
Cette voie, qui est formée lors de la construction du canal Saint-Martin, reçoit la dénomination de « quai Louis XVIII », le 19 décembre 1824, en l'honneur du roi Louis XVIII qui venait de décéder. Il s'étendait alors jusqu'à la place de la Bastille.
Il prend le nom de « quai de Valmy » en 1830.
Au XIXe siècle, ce quai d'une longueur de 3 171 mètres commençait au boulevard Beaumarchais et à la place de la Bastille et finissait à la rue du Chemin-de-Pantin et à la barrière de Pantin. Le dernier numéro impair était le no 205 ; il n'y avait pas de numéro pair. Les numéros de 1 à 7 étaient situés dans l'ancien 8e arrondissement, quartier du Faubourg-Saint-Antoine. Les numéros de 9 à 59 se trouvaient dans l'ancien 8e arrondissement, quartier Popincourt. Les numéros de 61 à 107 étaient situés dans l'ancien 6e arrondissement, quartier du Temple. Les numéros de 109 à 205 étaient sis dans l'ancien 5e arrondissement, quartier de la Porte-Saint-Martin.
Le 30 août 1914, lors du premier raid aérien, dès le début de la Première Guerre mondiale, le no 127 quai de Valmy est atteint, par une bombe lâchée par un avion Taube allemand.

Le 30 janvier 1918, les nos 179, 203 et 205 quai de Valmy sont touchés lors d'un raid effectué par des avions allemands.

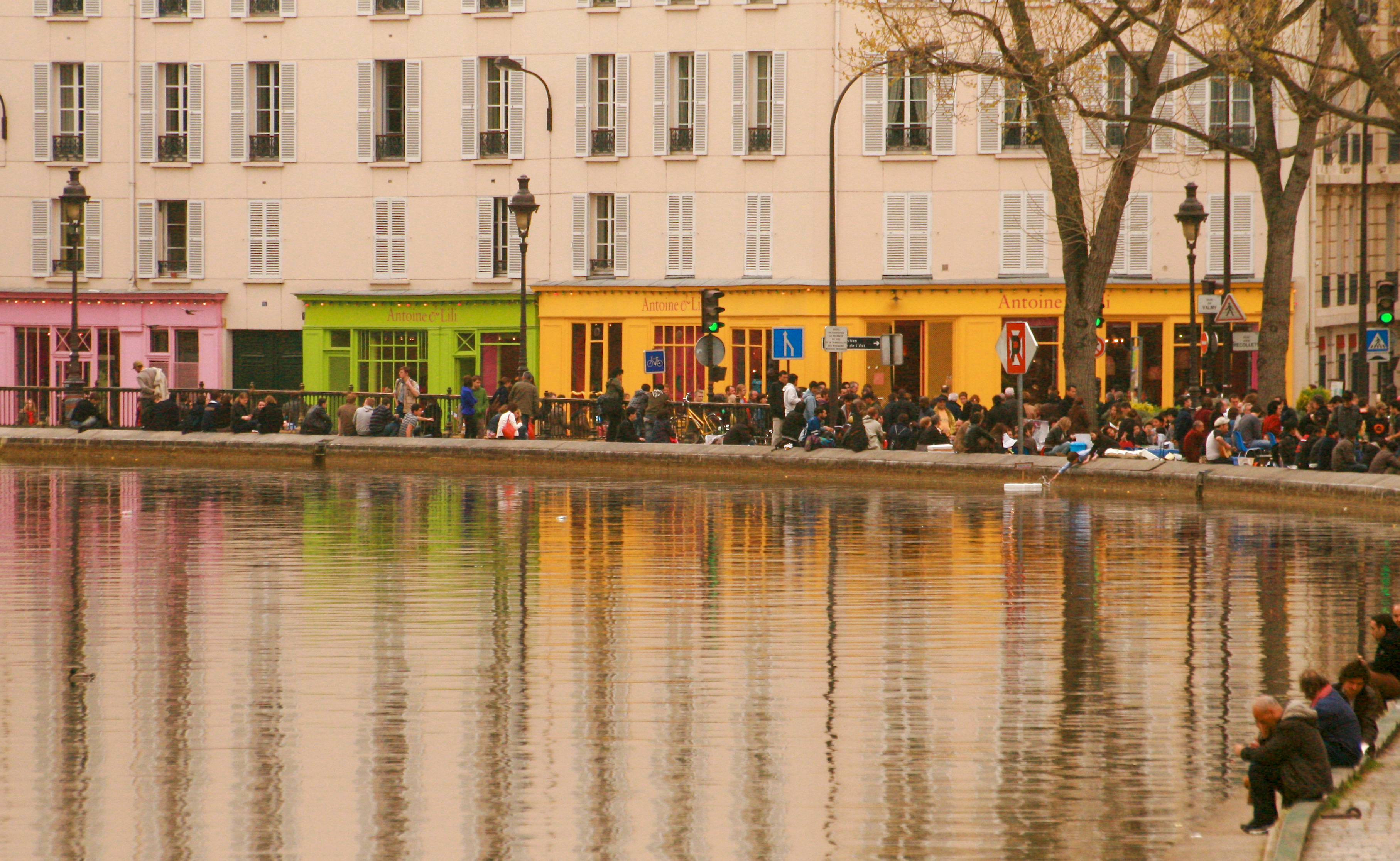
Quai de Valmy.
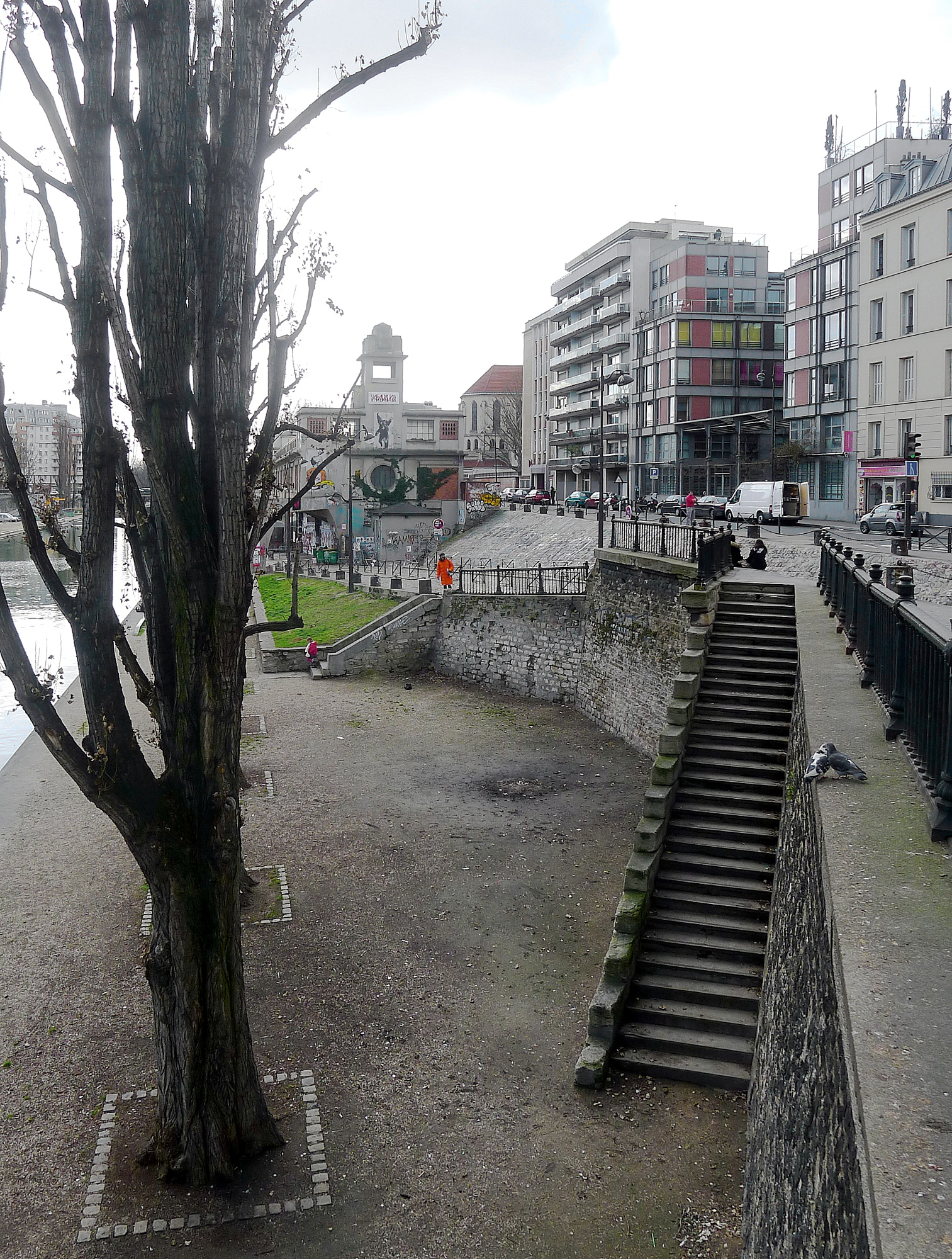
Vue de la place de la Bataille-de-Stalingrad.

## Bâtiments remarquables et lieux de mémoire
- No 191 : chevet de l'Saint-Joseph-Artisan.
- No 199 : collège public Valmy.
- No 200 : Point Éphémère.

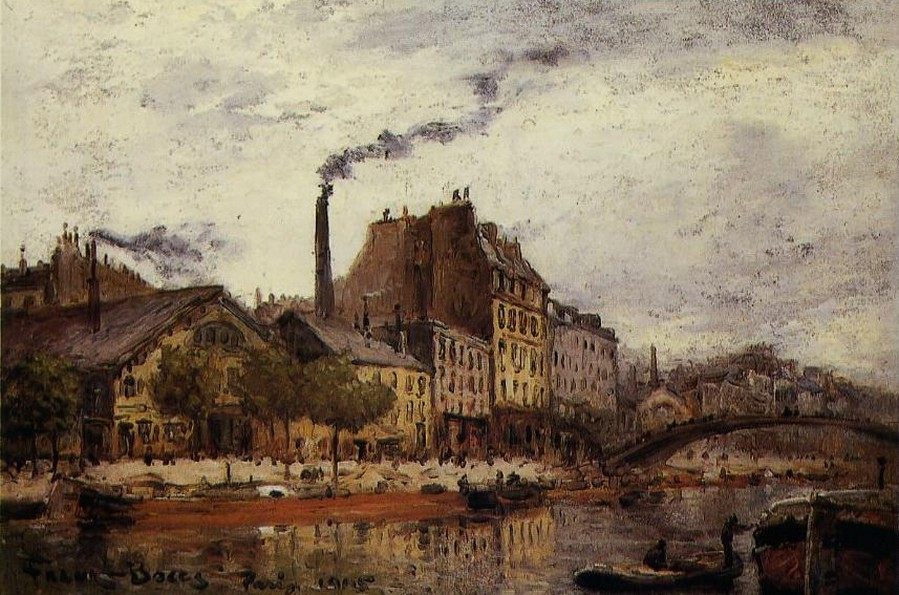
Le Quai de Valmy, Frank Myers Boggs (1905).
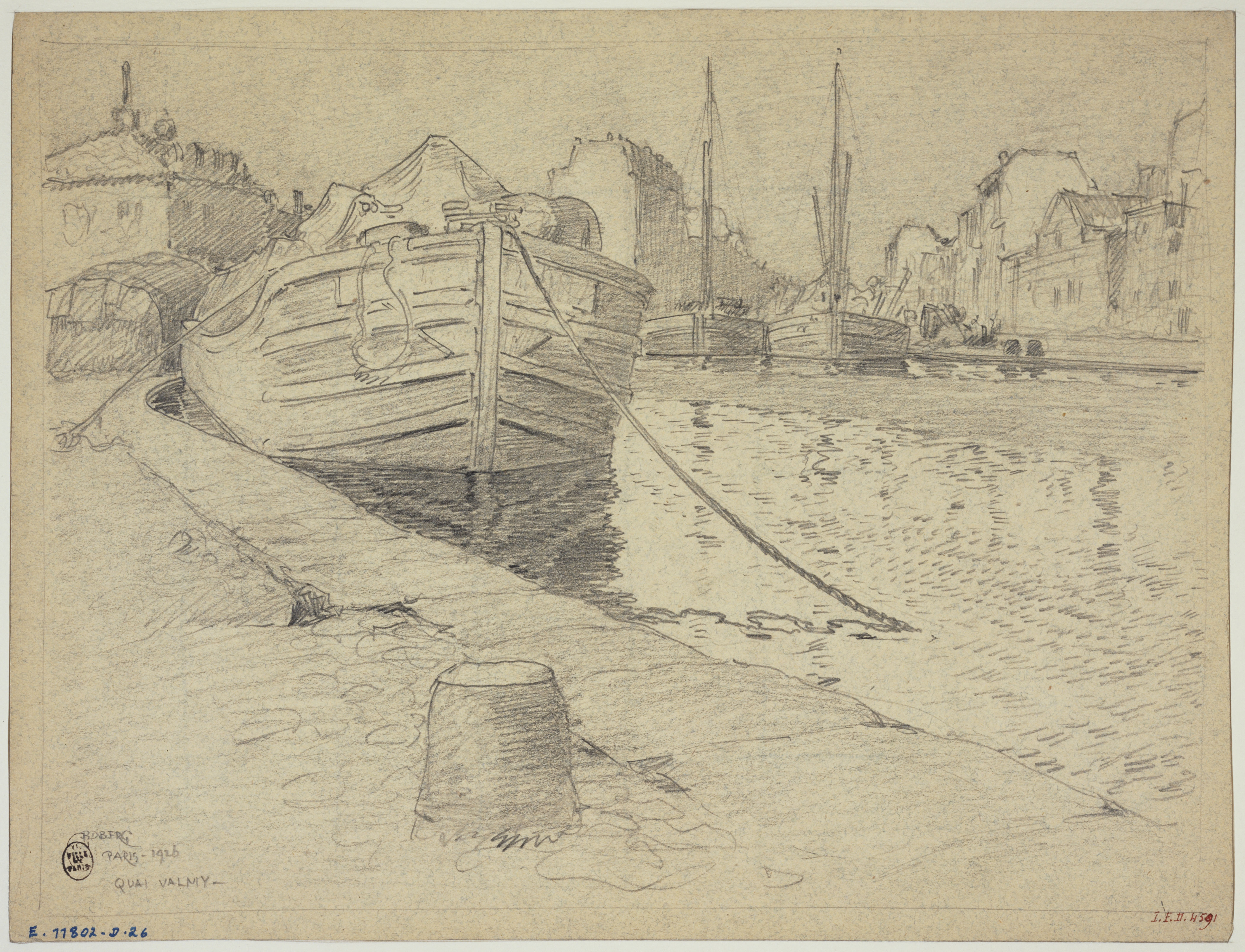
Le Quai de Valmy, Ferdinand Boberg (1926).
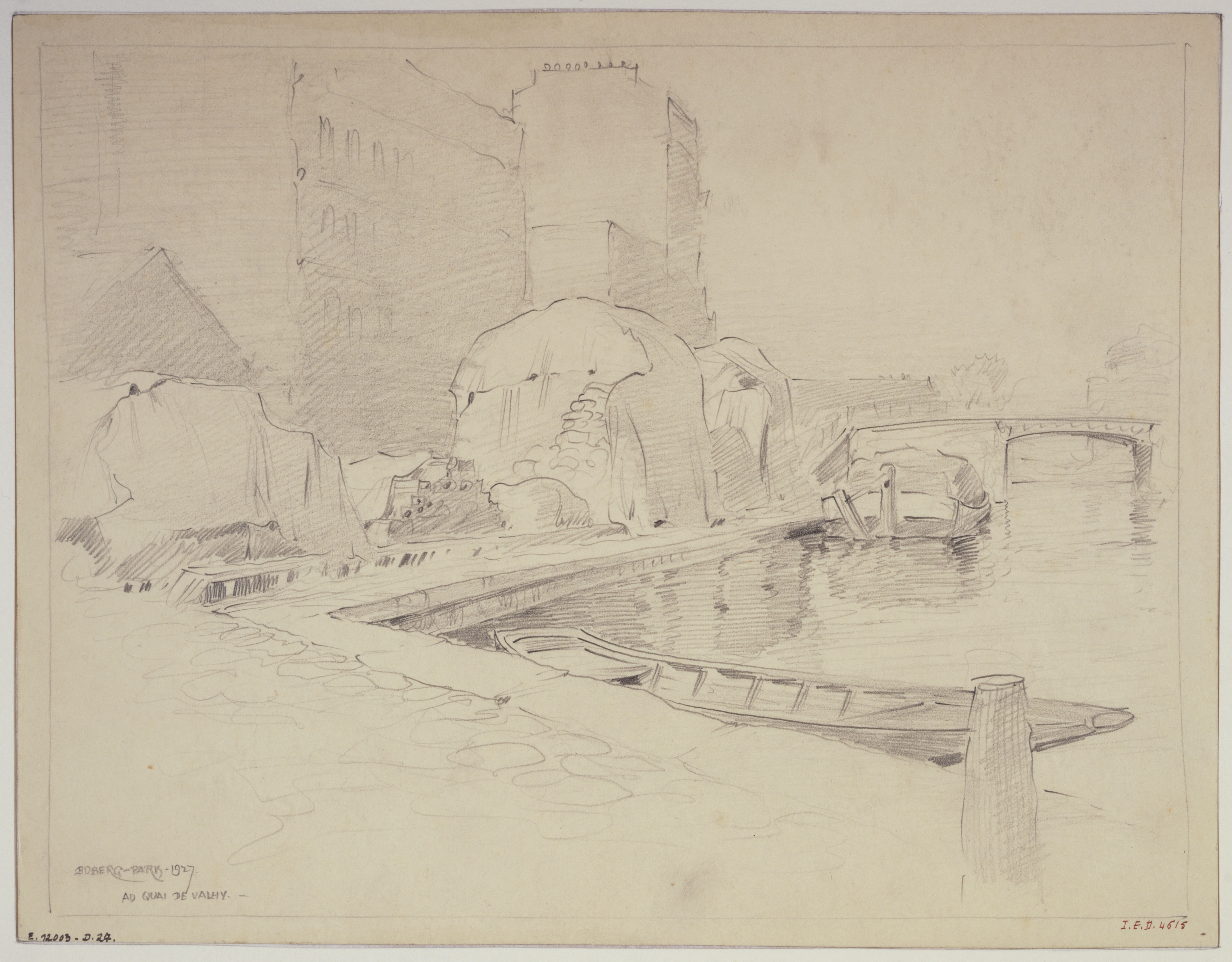
Au Quai Valmy, Ferdinand Boberg (1927).